# 7778 Markrobinson
7778 Markrobinson (1993 HK1) là một tiểu hành tinh bay qua Sao Hỏa được phát hiện ngày 17 tháng 4 năm 1993 bởi C. S. Shoemaker và E. M. Shoemaker ở Palomar.